# Emtel
Emtel est un opérateur de télécommunications mauricien. Fondé le 29 mai 1989, c'est le premier opérateur privé de téléphonie mobile de l'île Maurice.
Filiale du groupe Currimjee, un des plus importants et anciens groupes industriels du pays, Emtel se lance dans l'aventure alors même que le concept de téléphonie mobile n'est que très vague à l'île Maurice. Déjà, en termes de téléphonie fixe, de nombreuses régions, même celles situées en zones urbaines, ne sont pas couvertes par l'opérateur historique, Mauritius Telecom.

## Histoire
Le 29 mai 1989, Emtel devient la première entreprise de téléphonie mobile de l'hémisphère sud, grâce à la collaboration entre le groupe Currimjee Jeewanjee et Millicom International Cellular (MIC) S.A.
En 2004, Emtel lance le MMS. Dans les mois qui suivent, Emtel lance le premier réseau 3G en Afrique, permettant ainsi de nouveaux services comme la visiophonie et la vidéosurveillance, permettant aux clients de surveiller leur domicile à distance grâce à une webcam connectée à Internet sur leur téléphone portable.
En 2007, Emtel lance la technologie WIMAX, destinée à la communication de données sans fil sur de longues distances. L'entreprise est la première à introduire le HSDPA (High Speed Downlink Packet Access) sur le marché local. Elle propose des services 3,5G, permettant aux réseaux d'atteindre des débits et des capacités de transfert de données plus élevés grâce à l'accès mobile via le modem USB Emtel (Huawei E220) avec un débit descendant maximal de 1,8 Mbit/s.
En 2015, Emtel devient le partenaire triple play officiel de Manchester United à l'île Maurice le 5 février 2015. Plus tard, Emtel lance le portail www.1010.mu: courrier électronique de classe affaires et sauvegarde automatisée dans le Cloud. Le 16 juin 2015, Emtel a lancé « Airbox by Emtel » offrant un Internet haut débit illimité aux utilisateurs résidentiels.